# Шевченко, Александр Аксентьевич
Александр Аксентьевич Шевченко (укр. Олександр Оксеньтійович Шевченко; 26 июня 1937, совхоз «Партизане», Симферопольский район, Крым — 15 января 2016) — украинский политический деятель и учёный-правовед. Народный депутат Украины. Член партии Всеукраинское объединение «Свобода».

## Биография
Родился в Крыму, где его родители скрывались из-за опасений в раскулачивании. Перед Великой Отечественной войной семья возвращается на Киевщину. Здесь он идёт в школу. Любимые предметы — история, география, литература.
По окончании десяти классов сдает экзамены в юридический факультет университета имени Шевченко в Киеве, но не проходит по конкурсу вследствие социального статуса родителей.  Вербуется лесорубом в тайге — в Архангельскую область. Вернувшись, снова безуспешно пробует поступить на юридический факультет. 
После срочной службы в Советской армии поступает на историко-философский факультет. Специализация — международные отношения, перевод. Учится на отлично, свободно владеет английским языком. Работал ассистентом кафедры истории Днепропетровского университета, потом едет переводчиком на строительстве металлургического комбината в Египет. Вернувшись, поступает в аспирантуру в Киеве.
А в 1971 году исполняется его давняя мечта — он получает приглашение работать на юридическом факультете. В 1972 году защищает кандидатскую диссертацию, посвящу политике США на Ближнем Востоке, материал которой собрал в Египте. Докторскую диссертацию, посвященную взаимоотношениям США и Советского Союза, защищает лишь в 1995 году.
Являлся профессором кафедры теории и истории государства и права Киевского национального университета имени Тараса Шевченко. Автор многих пособий по истории государства и права Украины.
На выборах народных депутатов Украины 28 октября 2012 года был избран народным депутатом Украины от партии Всеукраинское объединение «Свобода» под пятым номером в избирательном списке. В парламенте стал членом Комитета Верховной Рады по иностранным делам. Является автором проекта Конституции Украины, предлагаемого объединением «Свобода». Также входил в состав Постоянной делегации в Парламентской ассамблее Совета Европы.

## Политические взгляды
Выступал за пропорциональное распределение национального дохода и пропорциональное представительство в органах власти, которые можно считать сегрегационными, и других социальных институциях по этническому принципу: если этнические украинцы составляют, по его словам, 78% населения Украины, то на них должно приходиться 78% прибылей производства, 78% мест в парламенте, 78% университетской профессуры и т. д. Он поддерживал право гражданского населения на владение оружием, но выступал против смертной казни.